# Veliko Korenovo
Veliko Korenovo je naselje u Republici Hrvatskoj, u sastavu Grada Bjelovar, Bjelovarsko-bilogorska županija.  

## Opis
Naselje se nalazi južno od gradske četvrti Velike Sredice, sjeverno od rijeke Česme, zapadno od Bjelovacke te jugoistočno od naselja Gudovac. Naselje je slabije urbanizirano prijelazno naselje te je kroz naselje u izgradnji dionica brze ceste D12, s prometnim čvorištem Bjelovar na lokalitetu Zaselak unutar Velikog Korenova.

## Stanovništvo
Prema popisu stanovništva iz 2011. godine, naselje je imalo 544 stanovnika te 166 obiteljskih kućanstava.
| broj stanovnika | 544   | 663   | 722   | 711   | 662   | 653   | 682   | 717   | 612   | 617   | 589   | 570   | 594   | 582   | 631   | 534   | 461   |
|                 | 1857. | 1869. | 1880. | 1890. | 1900. | 1910. | 1921. | 1931. | 1948. | 1953. | 1961. | 1971. | 1981. | 1991. | 2001. | 2011. | 2021. |

## Gospodarstvo
Glavna gospodarska aktivnost stanovništa vezene je uz tradicionalnu poljoprivrednu proizvodnju. Na području naselja Veliko Korenovo djeluje nekoliko kompanija:
- VIK Ivereali d.o.o čija je djalatnost vezene uz uređenje interijera
- Old-Hills j.d.o.o. koja se bavi proizvodnjom jakih alkoholnih pića
- LO-LE-2, obrt za proizvodnju i popravak cerada

Na području naselja je planirana izgradnja Poslovne zone Korenovo, najveće poslovne zone na području Bjelovara te i geotermalna elektrana Korenovo u sklopu poslovne zone.

## Udruge
- Udruga hrvatskih žena Veliko Korenovo
- DVD Veliko Korenovo

## Znamenitosti
- Planirana izgradnja Termi Bjelovar, kompleks bazena koji će dobivati toplu vodu iz termalnog izvora koji je otkriven 2017. godine. Temparature vode iznosi 31 celzijevih stupnjeva i odgovara po svim parametrima potrebnih za izgradnju toplica.
- Planirana izgradnja Turističkog naselja Garden House u krugu Termi Bjelovar, kompleks turističko-stambenih zgradi s umjetnim jezerom na prostoru nekadašnjeg rukavca Bjelovacke.[6]
- Kapela Imena Marijina na groblju, kapela podignuta 1990. godine
- Pravoslavno groblje Veliko Korenovo u Bostanu

## Šport
- NK Korenovo

## Poznate osobe
- Ivo Friščić, hrvatski slikar i likovni umjetnik